# Perná
Perná (niem. Bergen) – wieś na Morawach, w Czechach, w kraju południowomorawskim, w pobliżu miasta Mikulov. Zamieszkuje ją 755 osób. Zarówno wieś, jak i gmina są od dawna związane z winiarstwem.